# William González
William González (27 de dezembro de 1969) é um ex-futebolista venezuelano que atuava como defensor.

## Carreira
William González integrou a Seleção Venezuelana de Futebol na Copa América de 1997.